# 光壳蛤
是帘蛤目帘蛤科光殼蛤屬的一种。主要分布于中国大陆、台湾，常栖息在潮下带10米珊瑚礁礁坪的沙中。